# Žatec und die Landschaft des Saazer Hopfens
Žatec – Saaz und die Landschaft des Saazer Hopfens ist eine Region rund um Žatec (Saaz), die sich durch eine lange Tradition des Hopfenanbaus in Nordböhmen auszeichnet und seit 2023 zum UNESCO-Weltkulturerbe zählt.
Die Welterbe-Kulturstätte besteht aus zwei Teilen, die den Anbau, die Verarbeitung und den Handel der berühmtesten Hopfensorte der Welt, der Saazer halbfrüher Rothopfen (tschech. Žatecký poloraný červeňák) genannt wird, veranschaulichen.
Der erste Teil beinhaltet die Landschaft mit den Hopfenfeldern in den Dörfern Stekník (Steknitz) und Trnovany (Trnowan). Der zweite Teil beschreibt den historischen Stadtkern von Žatec und die Gebäude aus dem 19. Jahrhundert, die mit der Hopfenverarbeitung und dem Hopfenhandel im Zusammenhang stehen und in der Prager Vorstadt konzentriert sind. Die Landschaft und sein Hopfenbau-Erbe zeugen von einer mehr als 700-jährigen Tradition, die trotz großer demografischer Veränderungen bis heute fortbesteht. Sie enthält eine Reihe von Elementen, von traditionellen Hopfenhäusern über Gebäude zur Lagerung, Trocknung, Verpackung und Zertifizierung von Hopfen bis hin zu Teilen des historischen Verkehrsnetzes.

## Beschreibung in der tschechischen Denkmalliste
| Lage                                | Objekt                                      | Beschreibung | ÚSKP-Nr.          | Bild                                |
| ----------------------------------- | ------------------------------------------- | --- | ----------------- | ----------------------------------- |
| Žatec (Standort)                    | Žatec und die Landschaft des Saazer Hopfens | UNESCO-Weltkulturerbe „Žatec and the landscape of Saaz hops“ (Saaz und die Landschaft des Saazer Hopfens) | 16 Info Katalog   | weitere Bilder                      |
| Žatec (Standort)                    | Saaz - Städtische Denkmalschutzzone         | Der Denkmalschutz resultiert aus den außergewöhnlichen städtebaulichen und architektonischen Werten und Besonderheiten der historischen Gebäude der Stadt Žatec, insbesondere Objekte im Zusammenhang mit der Hopfentrocknung und -verarbeitung, eine große Anzahl erhaltener Schornsteine und begrünte, öffentliche Bereiche.                         | 7015 Info Katalog | Saaz - Städtische Denkmalschutzzone |
| Žatec, nám. Svobody (Standort)      | Saaz – historischer Stadtkern               | Denkmalreservat des historischen Stadtkerns von Saaz (Žatec - historické jádro). Die Stadt wurde im frühen Mittelalter gegründet. Die städtebauliche Gestalt des von Mauern umschlossenen historischen Kerns wurde in der Gotik grundlegend geprägt. Die vielfältige Entwicklung repräsentiert sowohl monumentale Gebäude als auch gewöhnliche Bauten. | 1009 Info Katalog | weitere Bilder                      |
| Žatec, Pražské předměstí (Standort) | Saaz – Prager Vorstadt                      | Hopfenhandelshäuser in der Prager Vorstadt von Saaz (Žatec - Pražské předměstí) | 2436 Info Katalog | weitere Bilder                      |
| Stekník (Standort)                  | Saazer Hopfenland – Denkmalzone in Steknitz | Hauptanbaugebiet des Saazer Hopfens in den Ortsteilen Steknitz und Trnovan (Žatecká chmelařská krajina – památková zóna) Siehe auch: Liste der denkmalgeschützten Objekte in Zálužice | 2498 Info Katalog | weitere Bilder                      |

Auf der interaktiven Karte zu den Welterbestätten werden folgende Gebäude genannt:
1. Saazer Brauerei (Žatecký pivovar)

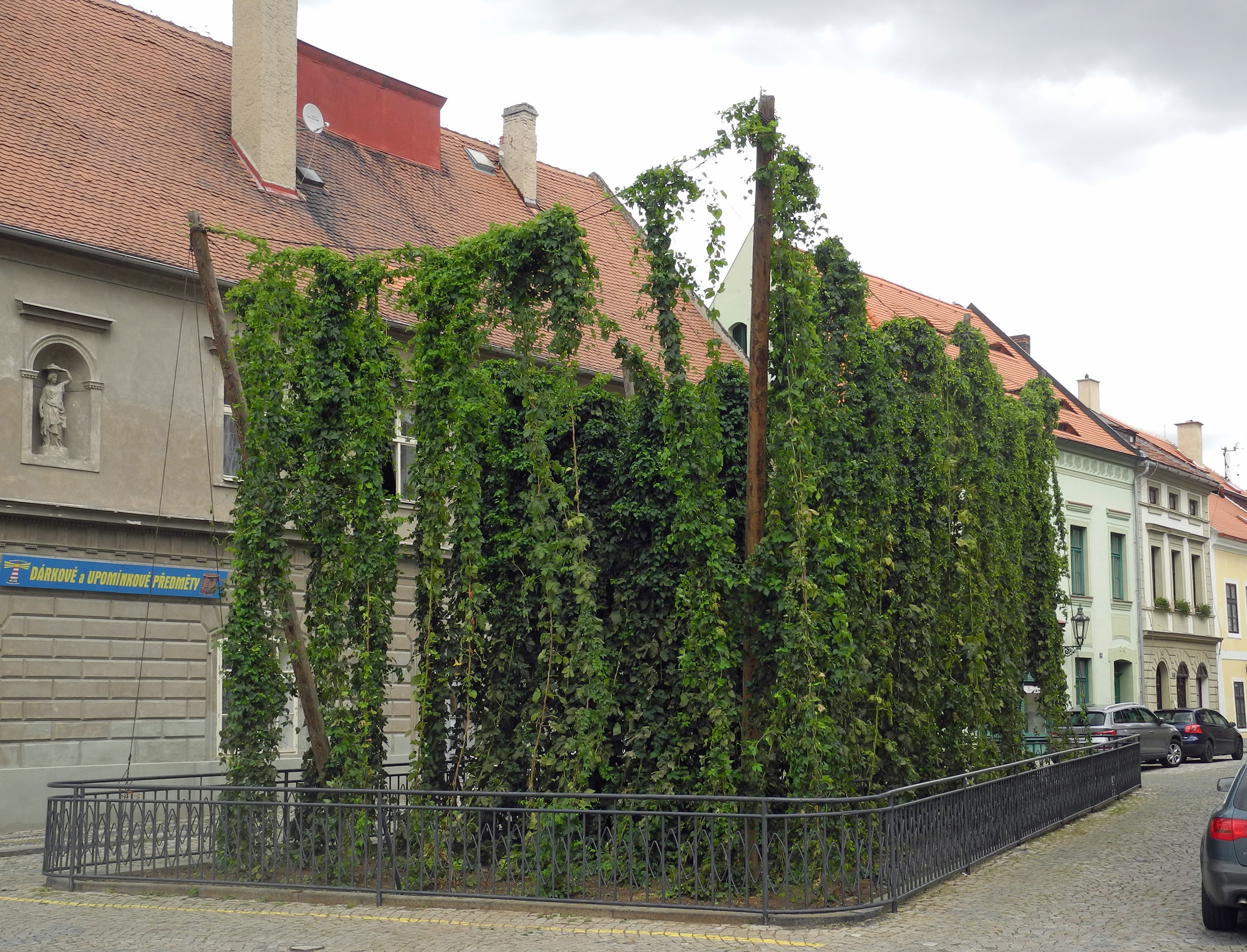
Kleinster Hopfengarten am Ringplatz

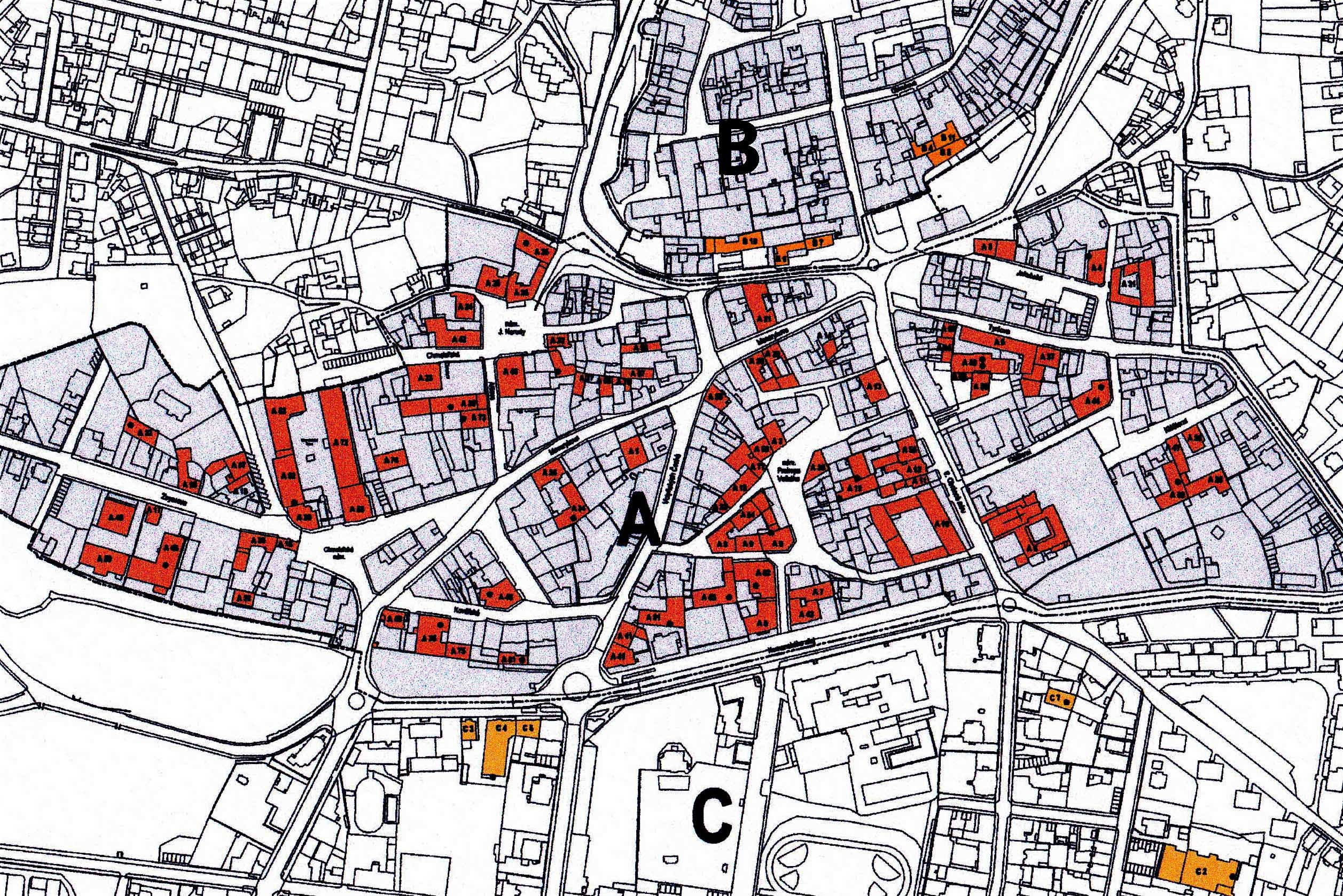
Denkmalzone für Gebäude der Hopfenverarbeitung in der Prager Vorstadt

2. Brauereimuseum (Muzeum pivovarnictví)
3. Kirche Mariä Himmelfahrt (Nanebevzetí Panny Marie)
4. Rathaus mit Turm
5. Kleinster Hopfengarten der Welt am Ringplatz
6. Synagoge und Rabbinerhaus
7. Hussitenbastei und Homolupul-Museum
8. Hopfenlager der Stadthäuser
9. Hopfenmagazine, Hopfendarren und Verpackungsanlagen für Hopfen in der Prager Vorstadt (Pražské předměstí)
10. Renaissance-Mälzerei (Sladovna)
11. Prager Vorstadt mit Hopfengebäuden und Schornsteinen (Denkmalzone)
12. Prager Vorstadt: Verwaltungsgebäude und Hopfensignierstelle Nr. 1612
13. Prager Vorstadt: Hopfenhandelshaus Gustav Epstein & Adolf Mendl mit Hopfenmagazin Nr. 753 und Villa Nr. 1257
14. Hopfenmuseum (Chmelařské muzeum), ehemaliges Hopfenhandelshaus Pfister & Wüstl Nr. 1952
15. Hopfen- und Biertempel (Chrám Chmele a Piva), ehemaliges Hopfenhandelshaus Gebrüder Christl Nr. 1950 und 304
16. Klostergarten des ehemaligen Kapuzinerklosters (klášterní zahrada)
17. Hopfendarre Hassmann in Trnovany, Nr. 8
18. Hopfendarre Schöffl in Trnovany, Nr. 9
19. Hopfenfelder in Stekník (Steknitz)
20. Schloss Steknitz
21. Verwaltung des Hopfeninstituts Chmelařský institut, s.r.o. in Stekník, Nr. 10
22. Dorfplatz in Stekník (Denkmalzone)
23. Getreidespeicher in Stekník, später als Hopfendarre genutzt
24. Hopfendarre in Stekník, Nr. 34